# Erhard Heiden
Erhard Heiden (Weiler-Simmerberg, 23 febbraio 1901 – Monaco di Baviera, 19 marzo 1933) è stato un generale tedesco, terzo comandante delle SS. Fu uno dei primi membri del Partito nazista. Heiden già nel 1925 faceva parte dello Stoßtrupp, il primo nucleo delle guardie del corpo di Hitler, e progenitore delle SS, e fu uno dei sostenitori della necessità di separare la nuova organizzazione, le SS appunto, dal resto del partito e soprattutto dalle SA, e nel 1927, con la nomina a Reichsführer-SS iniziò ad operare una netta distinzione tra le SS e le SA (a cui comunque le SS erano ancora sottoposte).
Heiden, dette gran impulso al reclutamento nelle SS, passando da 280 a 1000 membri, favorendo il reclutamento di giovani e di professionisti (laureati, avvocati, giuristi), anche se lo stesso Heiden, al loro primo incontro, non venne particolarmente impressionato da quello che doveva divenire uno degli uomini più potenti della Germania nazista, Heinrich Himmler.
Stranamente fu proprio Himmler a succedergli alla guida delle SS nel 1929.
Dopo essere caduto in disgrazia agli occhi di Hitler venne arrestato nel 1933 e giustiziato per ordine del suo successore Himmler.